# Оверрі
Ове́ррі (англ. Owerri, ігбо Owẹrrẹ) — місто в Нігерії, у штаті Імо. Домінуючою релігією міста є християнство: в Оверрі багато  католиків і  англіканців. Оверрі - місто, у якому вперше переклали  Біблію на мову  Ігбо. Також у цьому місті народився відомий футболіст Нванкво Кану. Важливі навчальні заклади міста - це державний університ Імо, федеральний технологічний університет, африканський інститут науки і технологій. Містом-побратимом Оверрі є американське місто Грешам. Місто було столицею самопроголошеної держави Біафра з квітня 1969 року. 

## Географія
Висота над рівнем моря НП становить 158 метрів над рівнем моря.

### Клімат
Місто знаходиться у зоні, котра характеризується мусонним кліматом. Найтепліший місяць — березень із середньою температурою 27.8 °C (82 °F). Найхолодніший місяць — липень, із середньою температурою 25 °С (77 °F).
| Клімат Оверрі           | Клімат Оверрі | Клімат Оверрі | Клімат Оверрі | Клімат Оверрі | Клімат Оверрі | Клімат Оверрі | Клімат Оверрі | Клімат Оверрі | Клімат Оверрі | Клімат Оверрі | Клімат Оверрі | Клімат Оверрі | Клімат Оверрі |
| Показник                | Січ.          | Лют.          | Бер.          | Квіт.         | Трав.         | Черв.         | Лип.          | Серп.         | Вер.          | Жовт.         | Лист.         | Груд.         | Рік           |
| Середня температура, °C | 26,3          | 27,7          | 27,8          | 27,3          | 26,6          | 25,7          | 25            | 25            | 25,3          | 25,8          | 26,3          | 25,9          | 26,2          |
| Норма опадів, мм        | 21.9          | 47.3          | 122.3         | 179.9         | 241.2         | 290.1         | 346.3         | 285.7         | 362.2         | 260.8         | 75.7          | 18.5          | 2251.9        |
| Днів з опадами          | 2             | 3,8           | 7,8           | 10,9          | 14,3          | 16,6          | 19,2          | 19,1          | 20,4          | 15,3          | 5,2           | 2             | 136,6         |
| Вологість повітря, %    | 72.9          | 73.9          | 77            | 80.5          | 83.1          | 84.8          | 85.9          | 85.6          | 85            | 84.8          | 83.1          | 76.8          | 81.1          |
| ----------------------- | ------------- | ------------- | ------------- | ------------- | ------------- | ------------- | ------------- | ------------- | ------------- | ------------- | ------------- | ------------- | ------------- |
| Джерело: Weatherbase    |               |               |               |               |               |               |               |               |               |               |               |               |               |

## Демографія
Населення міста за роком:
| 1991    | 2010    |
| ------- | ------- |
| 119 711 | 474 750 |